# アケミとマリカのがっちゅみりみり放送局
アケミとマリカの「がっちゅみりみり放送局」（アケミとマリカのがっちゅみりみりほうそうきょく）は2002年（平成14年）4月から2005年（平成17年）4月まで、『すたじおみりす』が配信していたインターネットラジオ番組。第45回以降のタイトルコールは「アケミとマリカとメイメイの『がっちゅみりみり放送局』」。ただし、画面上の番組ロゴは最終回まで「アケミとマリカの～」となっていた。

## 概要
アケミ（声：児玉さとみ）・マリカ（声：カンザキカナリ）・メイメイ（声：御苑生メイ、第45回より）がパーソナリティを務める。『すたじおみりす』のWebサイト上で毎月1日・15日（3月は休止した年もあり、事情により更新日が異なる場合もあった）の2回更新され、月替わりでアダルトゲームの声優をゲストとして呼び、フリートークを放送していた。
出演した声優はマニアの間で「がっちゅ系声優」と呼ばれることがある。終了後2年を経過した2007年（平成19年）時点においてもなお、アダルトゲームへの出演本数上位をがっちゅ系声優が多数を占めていることからも、ゲストの豪華さがうかがえる。
また、2005年（平成17年）6月から10月まで、パーソナリティを一新しリニューアルされた第2期週刊!?がっちゅみりみり放送局が放送されていた。

## 過去の放送一覧

### 本放送

#### 2002年
| 配信回 | 配信日         | ゲスト出演者 | 備考 |
| ------ | -------------- | ------------ | ---- |
| 第 1回 | 2002年4月1日   | 鳩野比奈     |      |
| 第 2回 | 2002年4月15日  | 鳩野比奈     |      |
| 第 3回 | 2002年5月1日   | 歌織         |      |
| 第 4回 | 2002年5月15日  | 歌織         |      |
| 第 5回 | 2002年6月1日   | 関和美       |      |
| 第 6回 | 2002年6月15日  | 関和美       |      |
| 第 7回 | 2002年7月1日   | 長崎みなみ   |      |
| 第 8回 | 2002年7月15日  | 長崎みなみ   |      |
| 第 9回 | 2002年8月1日   | 金田まひる   |      |
| 第10回 | 2002年8月15日  | 金田まひる   |      |
| 第11回 | 2002年9月1日   | 永瀬江美弥   |      |
| 第12回 | 2002年9月15日  | 永瀬江美弥   |      |
| 第13回 | 2002年10月1日  | 草柳順子     |      |
| 第14回 | 2002年10月15日 | 草柳順子     |      |
| 第15回 | 2002年11月1日  | 吉川華生     |      |
| 第16回 | 2002年11月15日 | 吉川華生     |      |
| 第17回 | 2002年12月1日  | 堀川りょう   |      |
| 第18回 | 2002年12月15日 | 堀川りょう   |      |

#### 2003年
| 配信回 | 配信日         | ゲスト出演者                                                                              | 備考 |
| ------ | -------------- | ----------------------------------------------------------------------------------------- | ---- |
| 第19回 | 2003年1月1日   | 鳩野比奈 金田まひる                                                                       |      |
| 第20回 | 2003年1月15日  | 鳩野比奈・金田まひる・歌織・草柳順子・楠鈴音 東風たまこ・紫苑みやび・藤咲かおり・吉川華生 |      |
| 第21回 | 2003年2月1日   | 鳥居花音                                                                                  |      |
| 第22回 | 2003年2月15日  | 鳥居花音                                                                                  |      |
| 第23回 | 2003年4月1日   | 北都南                                                                                    |      |
| 第24回 | 2003年4月15日  | 北都南                                                                                    |      |
| 第25回 | 2003年5月1日   | 綾川りの                                                                                  |      |
| 第26回 | 2003年5月15日  | 綾川りの                                                                                  |      |
| 第27回 | 2003年6月1日   | ジョイまっくす（ニトロプラス広報）                                                        |      |
| 第28回 | 2003年6月15日  | ジョイまっくす（ニトロプラス広報）                                                        |      |
| 第29回 | 2003年7月1日   | 本条真琴                                                                                  |      |
| 第30回 | 2003年7月15日  | 本条真琴                                                                                  |      |
| 第31回 | 2003年8月1日   | 伊藤瞳子                                                                                  |      |
| 第32回 | 2003年8月15日  | 伊藤瞳子                                                                                  |      |
| 第33回 | 2003年9月1日   | 一色ヒカル                                                                                |      |
| 第34回 | 2003年9月15日  | 一色ヒカル                                                                                |      |
| 第35回 | 2003年10月1日  | 飯田空                                                                                    |      |
| 第36回 | 2003年10月15日 | 飯田空                                                                                    |      |
| 第37回 | 2003年11月1日  | 榎津まお                                                                                  |      |
| 第38回 | 2003年11月15日 | 榎津まお                                                                                  |      |
| 第39回 | 2003年12月1日  | 夏川菜々美・夏木琵琶・上戸琉・このかなみ・御苑生メイ                                      |      |
| 第40回 | 2003年12月15日 | 夏川菜々美・夏木琵琶・上戸琉・このかなみ・御苑生メイ                                      |      |

#### 2004年
| 配信回 | 配信日         | ゲスト出演者 | 備考 |
| ------ | -------------- | --- | ---- |
| 第41回 | 2004年1月1日   | 一条和矢・緒田マリ・芹園みや・茶谷やすら・文月かな・理多 一色ヒカル・伊藤瞳子・榎津まお・金田まひる・草柳順子 東風たまこ・長崎みなみ・藤咲かおり・本条真琴・吉川華生・楠鈴音 |      |
| 第42回 | 2004年1月15日  | 一条和矢・緒田マリ・芹園みや・茶谷やすら・文月かな・理多 一色ヒカル・伊藤瞳子・榎津まお・金田まひる・草柳順子 東風たまこ・長崎みなみ・藤咲かおり・本条真琴・吉川華生・楠鈴音 |      |
| 第43回 | 2004年2月1日   | 夏川菜々美・夏木琵琶・上戸琉・このかなみ・御苑生メイ |      |
| 第44回 | 2004年2月15日  | 夏川菜々美・夏木琵琶・上戸琉・このかなみ・御苑生メイ |      |
| 第45回 | 2004年4月1日   | 御苑生メイ×5 |      |
| 第46回 | 2004年4月15日  | おぼれ谷リアス |      |
| 第47回 | 2004年5月1日   | 芹園みや・（綾川りの・一色ヒカル・上戸琉） |      |
| 第48回 | 2004年5月15日  | 芹園みや・（綾川りの・一色ヒカル・上戸琉） |      |
| 第49回 | 2004年6月1日   | 緒田マリ |      |
| 第50回 | 2004年6月15日  | 緒田マリ |      |
| 第51回 | 2004年7月1日   | 茶谷やすら・（金田まひる・乃田あす実） |      |
| 第52回 | 2004年7月15日  | 茶谷やすら・（金田まひる・乃田あす実） |      |
| 第53回 | 2004年8月1日   | 北都南 海原エレナ |      |
| 第54回 | 2004年8月15日  | 北都南 海原エレナ |      |
| 第55回 | 2004年9月1日   | 大野まりな |      |
| 第56回 | 2004年9月15日  | 大野まりな |      |
| 第57回 | 2004年10月1日  | まきいづみ |      |
| 第58回 | 2004年10月15日 | まきいづみ |      |
| 第59回 | 2004年11月1日  | 楠鈴音・（榎津まお） |      |
| 第60回 | 2004年11月15日 | 楠鈴音・（榎津まお） |      |
| 第61回 | 2004年12月1日  | 山咲真紀 |      |
| 第62回 | 2004年12月15日 | 山咲真紀 |      |

#### 2005年
| 配信回 | 配信日        | ゲスト出演者 | 備考   |
| ------ | ------------- | --- | ------ |
| 第63回 | 2005年1月1日  | 北都南・金田まひる・伊藤瞳子・草柳順子・歌織・山咲真紀 一色ヒカル・紫苑みやび・野ノ宮恋・須本綾奈・東十条あすか 茶谷やすら・このかなみ・榎津まお・一条和矢・ヤマモトヒロフミ |        |
| 第64回 | 2005年1月15日 | 北都南・金田まひる・伊藤瞳子・草柳順子・歌織・山咲真紀 一色ヒカル・紫苑みやび・野ノ宮恋・須本綾奈・東十条あすか 茶谷やすら・このかなみ・榎津まお・一条和矢・ヤマモトヒロフミ |        |
| 第65回 | 2005年2月1日  | ダイナマイト亜美 |        |
| 第66回 | 2005年2月15日 | ダイナマイト亜美 |        |
| 第67回 | 2005年3月1日  | 彩世ゆう |        |
| 第68回 | 2005年3月15日 | 彩世ゆう |        |
| 第69回 | 2005年4月1日  | | 最終回 |

### 公開録音
| 配信回               | 配信日        | ゲスト出演者                                           | 備考 |
| -------------------- | ------------- | ------------------------------------------------------ | ---- |
| 第 1回 [時間のムダ]  | 2002年5月18日 | 藤咲かおり                                             |      |
| 第 2回 [時間のムダ2] | 2002年2月15日 | ノーブランドサウンズ・レンブランツサウンドチームライブ |      |
| 第 3回 [みりす祭]    | 2003年3月2日  | ダイナマイト亜美                                       |      |
| 第 4回               | －            | 未公開                                                 |      |
| 第 5回               | －            | 未公開                                                 |      |
| 第 6回               | 2005年3月15日 | 南見ちはる 山咲真紀                                    |      |

### ファンクラブ用
| 配信回 | ゲスト出演者 | 備考         |
| ------ | --- | ------------ |
| 第 0回 | 児玉さとみ・カンザキカナリ | プレビュー版 |
| 第 1回 | 飯田空 |              |
| 第 2回 | 榎津まお |              |
| 第 3回 | 榎津まお |              |
| 第 4回 | 夏川菜々美・夏木琵琶・上戸琉・このかなみ・御苑生メイ |              |
| 第 5回 | 夏川菜々美・夏木琵琶・上戸琉・このかなみ・御苑生メイ・金田まひる |              |
| 第 6回 | 一条和矢 児玉さとみ カンザキカナリ |              |
| 第 7回 | 一条和矢 児玉さとみ カンザキカナリ |              |
| 第 8回 | 夏川菜々美・夏木琵琶・上戸琉・このかなみ・御苑生メイ |              |
| 第 9回 | 夏川菜々美・夏木琵琶・上戸琉・このかなみ・御苑生メイ |              |
| 第10回 | おぼれ谷リアス |              |
| 第11回 | おぼれ谷リアス |              |
| 第12回 | 芹園みや・綾川りの・一色ヒカル・上戸琉 |              |
| 第13回 | 芹園みや・綾川りの・一色ヒカル・上戸琉 |              |
| 第14回 | 緒田マリ |              |
| 第15回 | 緒田マリ |              |
| 第16回 | 金田まひる・茶谷やすら・ジャーマネパパ |              |
| 第17回 | 乃田あす実・茶谷やすら |              |
| 第18回 | 北都南・ヤマモトヒロフミ・笑顔光 |              |
| 第19回 | 海原エレナ・北都南 |              |
| 第20回 | 大野まりな |              |
| 第21回 | 大野まりな |              |
| 第22回 | まきいづみ |              |
| 第23回 | まきいづみ |              |
| 第24回 | 楠鈴音・榎津まお |              |
| 第25回 | 楠鈴音・榎津まお |              |
| 第26回 | 山咲真紀 |              |
| 第27回 | 山咲真紀 |              |
| 第28回 | 北都南・金田まひる・伊藤瞳子・草柳順子・歌織・山咲真紀 一色ヒカル・紫苑みやび・野ノ宮恋・須本綾奈・東十条あすか 茶谷やすら・このかなみ・榎津まお・一条和矢・ヤマモトヒロフミ |              |
| 第29回 | 北都南・金田まひる・伊藤瞳子・草柳順子・歌織・山咲真紀 一色ヒカル・紫苑みやび・野ノ宮恋・須本綾奈・東十条あすか 茶谷やすら・このかなみ・榎津まお・一条和矢・ヤマモトヒロフミ |              |
| 第30回 | ダイナマイト☆亜美 |              |
| 第31回 | ダイナマイト☆亜美 |              |
| 第32回 | 彩世ゆう |              |
| 第33回 | 彩世ゆう |              |
| 第34回 | ゲストなし | 最終回       |

### その他
- 任意ラヂヲ番外編
- 金田まひるのひとりがっちゅ特別ヘン（第38回アンケート回答者全員プレゼント）

## 関連商品
- 鉄腕がっちゅ!
- アケミとマリカのがっちゅみりみり放送局 the BEST vol.1～4
- 2003年夏がっちゅ!!（ゲスト：鳩野比奈・金田まひる・北都南・原西きひろ）
  - がっちゅみりみり紙ラジオ その1
- 2003年冬がっちゅ!!（ゲスト：一色ヒカル・金田まひる・北都南・吉川華生・ヤマモトヒロフミ）
  - がっちゅみりみり紙ラジオ その2
- 2004年夏がっちゅ!!（ゲスト：一条和矢・海原エレナ・金田まひる・このかなみ・茶谷やすら・北都南）
  - がっちゅみりみり紙ラジオ その3
- 2004年冬がっちゅ!!（ゲスト：一条和矢・北都南・金田まひる・榎津まお・草柳順子・ヤマモトヒロフミ・長良川ウタロウ）
- 金田まひるのひとりがっちゅ&ハチベイとお姉さん手焼きCD（the BEST vol.2&2003年冬がっちゅ FC予約通販特典）
- すたじおみりすFC特典CD vol.01 がちゅみり特別収録すぺしゃるらじお（ゲスト：榎津まお）
- すたじおみりすFC特典CD vol.02 がちゅみり特別収録すぺしゃるらじお

| すたじおみりす 毎月 1日・15日 | すたじおみりす 毎月 1日・15日              | すたじおみりす 毎月 1日・15日 |
| 前番組                        | 番組名                                     | 次番組                        |
| ----------------------------- | ------------------------------------------ | ----------------------------- |
|                               | アケミとマリカの「がっちゅみりみり放送局」 | 週刊!?がっちゅみりみり放送局  |